# Ocotea gentryi
Ocotea gentryi är en lagerväxtart som beskrevs av Van der Werff. Ocotea gentryi ingår i släktet Ocotea och familjen lagerväxter. Inga underarter finns listade i Catalogue of Life.